# Station Viborg
Station Viborg is een station in Viborg, Denemarken en ligt aan de lijn Langå - Struer. Voorheen lag het ook aan de lijnen Herning - Viborg, Mariager - Viborg en Viborg - Ålestrup.

## Geschiedenis
Het eerste station van Viborg dat werd geopend op 18 mei 1863 was een kopstation en lag op de plek van het huidige psychiatrisch ziekenhuis aan de Søndersø. Na de opening van de lijn Viborg - Ålestrup werd het station verplaatst en de lijn Langå - Struer doorgetrokken naar Ravnstrup zodat er niet langer kop gemaakt hoefde te worden.